# Ascorhynchus japonicus
Ascorhynchus japonicus is een zeespin uit de familie Ascorhynchidae. De soort behoort tot het geslacht Ascorhynchus. Ascorhynchus japonicus werd in 1891 voor het eerst wetenschappelijk beschreven door Ives. 